# 陳敏 (明朝)
陳敏，陝西華亭人。明朝官員。
宣德年間，擔任四川茂州知州，后因喪去官，當地民眾乞求除服后留任，明宣宗批准。正統年間，任滿后軍民再次請求留任，晋升為成都府同知，仍然視察茂州事務。期間平定黑虎寨騷亂，后被巡按御史陳員韜彈劾，但不被批准，升布政使參議。景泰元年，晉升爲參政，仍然負責茂州事。之後被按察使張淑所彈劾，罷免離去。